# خولیو پنیا فرناندس
خولیو پنیا فرناندِس (اسپانیایی: Julio Peña Fernández‎؛ زادهٔ ۱۵ ژوئیه ۲۰۰۰) بازیگر و خواننده اهل اسپانیا است. که به خاطر بازی در نقش آرس ایلداگو در فیلم از طریق پنجره من و نقش مانوئل گوتیرِس کِمولا در سریال بیا شناخته شده‌است.
او همچنین در سال ۲۰۲۳ در سریال برلین نیز بازی کرده‌است.